# ユーン・ハ・リー
ユーン・ハ・リー（Yoon Ha Lee、1979年1月26日 - ）は、アメリカ合衆国のSF・ファンタジー作家。代表作はスペースオペラの《Machineries of Empire》三部作。第一長編『ナインフォックスの覚醒』で、2017年ローカス賞 第一長編部門を受賞した。

## 経歴・人物
韓国系アメリカ人の家庭に生まれ、幼少期をテキサスと韓国の両方で過ごす。高校は英語インターナショナル・スクールであるソウル外国人学校に学んだ。コーネル大学で数学を専攻し、スタンフォード大学で中等数学教育の修士号を取得した。エネルギー業界の情報企業のアナリスト、ウェブデザイナー、数学講師などの職を経る。
リーはFtMのトランスジェンダー男性で、男性同性愛者（クィア）である。夫・娘とともにルイジアナ州で暮らしている。

## 執筆活動
1999年に短編でデビューし、以降「ファンタジイ・アンド・サイエンス・フィクション」、 Clarkesworld、Lightspeed magazineなどに短編を発表。うち三作はガードナー・ドゾワの年刊SF傑作選に収録された。ドゾワはリーのことを「SFを21世紀へと推し進めることに貢献した人物のひとり」と評している。
長編デビュー作となる『ナインフォックスの覚醒』は、2017年のローカス賞 第一長編部門を受賞した。また同書は、2016年のネビュラ賞、ヒューゴー賞の長編小説部門とアーサー・C・クラーク賞にノミネートされた。同書に始まるMachineries of Empire三部作の第二部『レイヴンの奸計』は2018年の、第三部『蘇りし銃』は2019年のヒューゴー賞長編小説部門にそれぞれノミネートされた。

## 主な作品

### 長編
Machineries of Empire三部作
- Ninefox Gambit、Solaris Books、2016年6月　ISBN 978-1781084496
  - 『ナインフォックスの覚醒』赤尾秀子訳、創元SF文庫、2020年3月
- Raven Stratagem、Solaris Books、2017年6月　ISBN 978-1781085370
  - 『レイヴンの奸計』赤尾秀子訳、創元SF文庫、2021年8月
- Revenant Gun、Solaris Books、2018年6月　ISBN 978-1781086070
  - 『蘇りし銃』赤尾秀子訳、創元SF文庫、2023年1月

その他の長編
- Dragon Pearl、Rick Riordan Presents、2019年1月　ISBN 978-1368013352

### 短編集
- Conservation of Shadows、Prime Books、2013年4月　ISBN 978-1-60701-387-7
- Hexarchate Stories、Solaris Books、2019年6月　ISBN 978-1781085646